# Turquia nos Jogos Olímpicos de Verão de 1912
O Império Otomano (referido como Turquia) competiu nos Jogos Olímpicos de Verão de 1912, em Estocolmo, Suécia.
Na Europa Ocidental, os nomes Império Otomano, Império Turco e Turquia eram frequentemente usados de forma intercambiável, com Turquia sendo cada vez mais favorecida em situações formais e informais. Essa dicotomia foi oficialmente encerrada em 1920–23, quando o recém-estabelecido governo republicano turco de Ancara escolheu Turquia como o único nome oficial. 

## Atletismo
Atletismo nos Jogos Olímpicos de Verão de 1912
Dois atletas representaram a Turquia, ambos de nacionalidade armênia. Foi a primeira participação do país no Atletismo.
As posições são dadas de acordo com as eliminatórias de cada evento.
| Atleta            | Eventos                         | Eliminatórias | Eliminatórias | Semifinal    | Semifinal    | Final       | Final       |
| Atleta            | Eventos                         | Resultado     | Posição       | Resultado    | Posição      | Resultado   | Posição     |
| ----------------- | ------------------------------- | ------------- | ------------- | ------------ | ------------ | ----------- | ----------- |
| Migirdiç Migiryan | Arremesso de peso               | N/A           | N/A           | 10.63        | 19           | Não avançou | Não avançou |
| Migirdiç Migiryan | Lançamento de disco             | N/A           | N/A           | 32.98        | 34           | Não avançou | Não avançou |
| Migirdiç Migiryan | Arremesso de peso com duas mãos | N/A           | N/A           | 19.78        | 7            | Não avançou | Não avançou |
| Migirdiç Migiryan | Pentatlo masculino              | N/A           | N/A           | N/A          | N/A          | Elim-3 67   | 23          |
| Migirdiç Migiryan | Decatlo                         | N/A           | N/A           | N/A          | N/A          | 1527.750    | 29          |
| Vahran Papazyan   | 800 metros masculino            | Não terminou  | Não terminou  | Não avançou  | Não avançou  | Não avançou | Não avançou |
| Vahran Papazyan   | 1500 metros masculino           | N/A           | N/A           | Não terminou | Não terminou | Não avançou | Não avançou |